# Parowóz systemu Malleta

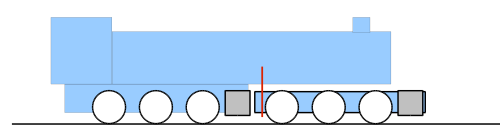
Szkic konstrukcji

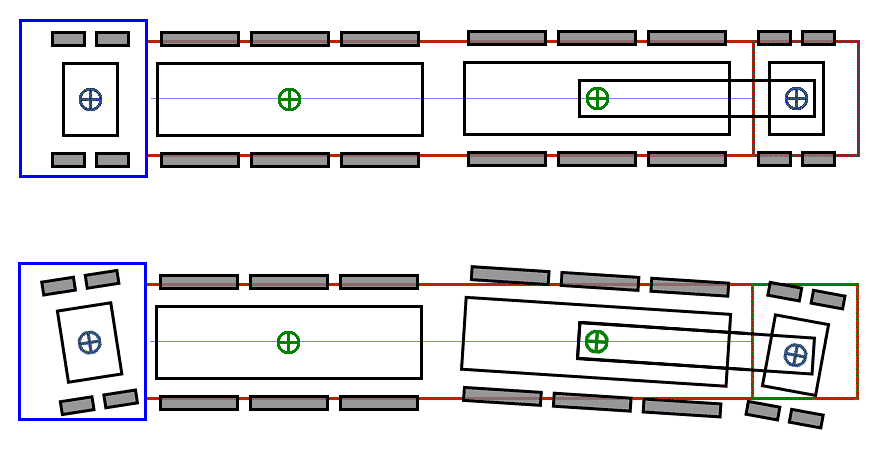
Wpisywanie się w łuk

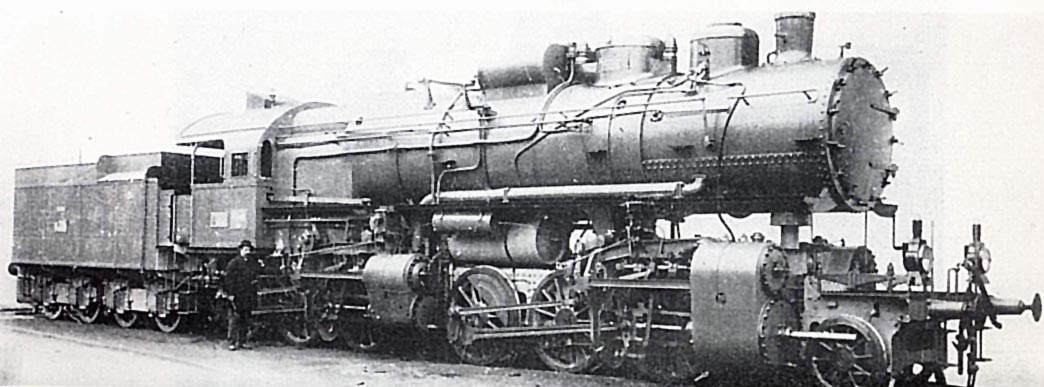

Parowóz Malleta – parowóz wieloczłonowy posiadający 2 zespoły napędne, z tego jedynie przedni zespół jest ruchomy, a tylny jest mocowany sztywno. Skonstruowany po raz pierwszy przez Anatole'a Malleta.

## Historia
W latach 70. XIX wieku istniały już parowozy wieloczłonowe systemów Meyera i  Fairliego, z ruchomymi zespołami napędowymi. W odróżnieniu od nich, w systemie Malleta tylny zespół napędowy jest mocowany sztywno do ostoi, a jedynie przedni zespół napędowy jest ruchomy, ułatwiając pokonywanie zakrętów toru. Inżynier Anatole Mallet zajmował się przede wszystkim ideą silnika sprzężonego jako środka do poprawy efektywności energetycznej parowozu i  opracował swój schemat konstrukcyjny parowozu wieloczłonowego w celu znalezienia optymalnego układu dla zastosowania czterocylindrowego silnika sprzężonego. Zgodnie z pierwotną ideą, cylindry wysokiego ciśnienia napędzały koła tylnego zespołu, a cylindry niskiego ciśnienia – koła przedniego ruchomego zespołu. Zaletą takiego układu było uniknięcie ruchomych połączeń przewodów pary o wysokim ciśnieniu. Wynaleziony przez Malleta układ konstrukcyjny okazał się jednak bardziej uniwersalny, umożliwiając konstruowanie także dużych lokomotyw napędzanych prostymi silnikami bliźniaczymi, które okazały się liczniejsze od lokomotyw z silnikiem sprzężonym. 
Mallet uzyskał patent na swoją lokomotywę w 1885 roku, a pierwszy parowóz powstał w 1888 w belgijskiej fabryce Tubize (o układzie osi (B)B, na wąski tor o rozstawie 600 mm). Pierwsze lokomotywy były tendrzakami, lecz już w latach 90. XIX wieku rozpoczęto konstruowanie także lokomotyw z tendrem.
W latach 1887–1961 zbudowano ponad 5000 parowozów systemu Malleta. Najwięcej tego typu parowozów zbudowanych i eksploatowanych było w USA. W Europie parowozy te zyskały znacznie mniejsze rozpowszechnienie, głównie w postaci tendrzaków do obsługi lokalnych linii, szczególnie górskich. Większe ich liczby używane były w krajach niemieckich, zwłaszcza Bawarii, oraz na Węgrzech i w Jugosławii